# Površje, Krško
Površje este o localitate din comuna Krško, Slovenia, cu o populație de 54 de locuitori.